# Мамоново (Одинцовський район)
Мамоново (рос. Мамоново) — село в Одинцовському районі Московської області Російської Федерації.

## Розташування
Село Мамоново входить до складу міського поселення Одинцово, воно розташовано поруч із Можайським шосе. Найближчі населені пункти: Лохіно, Трьохгорка, Одинцовський, Вирубово. Найближча залізнична станція Одинцово.

## Населення
Станом на 2010 рік у селі проживало 703 людини.